# Comuna Krîva Pustoș, Bratske
Krîva Pustoș (în ucraineană Крива Пустош) este o comună în raionul Bratske, regiunea Mîkolaiiv, Ucraina, formată din satele Antonopil, Krîva Pustoș (reședința) și Kudreavske.

## Demografie
Componența lingvistică a comunei Krîva Pustoș
     Ucraineană (92,76%)
     Română (3,62%)
     Rusă (1,9%)
     Alte limbi (0,69%)
Conform recensământului din 2001, majoritatea populației comunei Krîva Pustoș era vorbitoare de ucraineană (92,76%), existând în minoritate și vorbitori de română (3,62%) și rusă (1,9%).